# Đurđevac
Đurđevac (ˈdʑuːrdʑɛʋats, in tedesco Sankt Georgen, in ungherese Szentgyörgyvár) è una città della Croazia, nella regione di Koprivnica e Križevci.